# 原由子
原 由子（はら ゆうこ、1956年〈昭和31年〉12月11日 - ）は、日本の女性シンガーソングライター。ロックバンドサザンオールスターズでキーボード・ボーカルを担当。本名、桑田 由子（くわた ゆうこ）。旧姓、原。
神奈川県横浜市出身。所属事務所はアミューズ。所属レコード会社はJVCケンウッド・ビクターエンタテインメント、所属レーベルはタイシタレーベル。青山学院大学文学部卒業。
夫はサザンオールスターズのバンドマスターでボーカル・ギターの桑田佳祐。

## 概要
1978年にサザンオールスターズのメンバーとしてメジャーデビューを果たし、1981年に「I Love Youはひとりごと」でソロ活動を開始した。サザンとソロ活動を両立し、ソロとして「恋は、ご多忙申し上げます」「ハートせつなく」「花咲く旅路」などがヒットしている。ミュージシャンとしての活動ではソロコンサート、楽曲提供も行い、ほかにもエッセイの出版、CM・ラジオの出演など幅広く活動している。

## 人物

### 音楽性
サザンとしてデビューする以前は自分の声に自信がなかった。理由は小学生のころに「ウルトラセブンの歌」を歌って父に買ってもらった小さなテープレコーダーに吹き込んだところ、原が言うにはその声が変な声だったからである。普段自分の頭を通して聴いている声と外に出ている声は違うと教えてもらって愕然とした。しかし、初めてメインボーカルを担当した「私はピアノ」をレコーディングおよび発表して以降は、少しずつ自分の歌声に自信を持つようになった。桑田は原の歌声について、「彼女ってものすごく声域が広いとか、声が強いということではないんですよ。やりすぎない歌唱技術というのかな、独特で、繊細なものがある」と分析、また「音楽的に詳しいから、いろいろ相談しながらやっていくと楽しいんです」とリスペクトした。また、桑田は原の歌声の魅力を「日本の原風景を感じさせる要素がある」と考えており、「花咲く旅路」「京都物語」「旅情」などのそういったテーマの楽曲を提供している。また、編曲家の曽我淳一は原の歌声の魅力を「演歌とは明確に違うちょっと和風テイストなこぶしが原さんの真骨頂」と評している。サザンのコーラスについて、桑田は厚みを出しているのは原とドラムスの松田弘であるといい、原と松田の相性の良さを指摘した。
サザン・ソロ問わず原の持ち歌は、桑田が制作したもの、原が制作したもの、桑田と原が共作したもの、交流のあるミュージシャンやサポートミュージシャンから詞や曲の提供を受けたものなど多岐に渡っている。サザン名義の楽曲でかつ桑田がボーカルを担当している「Oh! クラウディア」は元々原のソロコンサートのアンコールで「昨日作った曲です」と紹介され、原のボーカル・ピアノ伴奏で歌われた楽曲であり、それに手を加えた形でのリリースとなったため、作詞・作曲のクレジット上は桑田のみだが、実際は桑田と原による共作であるといわれる。歌詞や曲を書き上げるペースについては「物凄く悩んで時間をかけます（笑）」と語っている。また、歌詞を書くペースは遅く、桑田らからはソロ活動の間隔が開く原因の一つと指摘されている。原を取材したインタビュアーからは「瞬発力も擁する桑田さんと違って、原さんは熟考タイプだとお見受けしました」と評された。
作曲をすることよりも、アレンジを考えたり、コーラスやカウンターのメロディーをつけることを好んでいるといい、作曲をするのは、タイアップ先からのオファーや桑田からの助言があってからであるという。原は桑田の楽曲の特徴を理解しピアニストとして支えている。これについて原は「シンプル、それでいて心に残るようなフレーズを心掛けて弾いている」と話している。このこともあり桑田は原のことを「サザンオールスターズの羅針盤であり、桑田佳祐にとっての灯台」と語っている。この桑田の発言を聞いた俳優の古田新太は「ハートと腕があるこそ言える言葉。支え合うことを知ってる人がステキな作品を作る」と高く評価する発言をした。サザンの楽曲である「ミス・ブランニュー・デイ」のイントロはシンセサイザーが出始めて特性を理解したころにそれを駆使したテクノっぽいイントロを取り入れることを桑田から提案され原が作ったものである。また、「Bye Bye My Love (U are the one)」「マチルダBABY」「海」「DIRTY OLD MAN 〜さらば夏よ〜」「JAPANEGGAE (ジャパネゲエ)」「メロディ (Melody)」などのイントロや、「東京VICTORY」および桑田のソロ名義の楽曲である「SMILE〜晴れ渡る空のように〜」の”Wow Wow …“のコーラスの後半のハモリも原が作ったものである。桑田はミュージシャンとしての原を「楽器のラインを書く才能がすごくある」「弦の鳴り方や歌に対しての楽器の乗せ方がすごく上手い」と評価している。また、桑田が原にミュージシャンとしてここだけは負けると思うこととして、「もしかしたら、本気で曲を作らせたら負けるんじゃないかな」「作る時のギターとピアノの違いっていうのがあるだろうけど、もしも同じ条件で作曲したら、原坊の方が断然上なんじゃないかと思いますよ」と語っており、理由は、桑田がステレオタイプな作風であり、作曲のツールのひとつにバンドという形態が必要であるのに対し、原にはそういったところがなく、決してパロディー的な感覚で制作しないからであると述べている。サザンのメンバーで楽譜が読めるのは原のみであり、他のメンバーは感覚を頼りに音楽をやっている。ICレコーダーが普及する以前は桑田の楽曲の制作時に楽譜やコード譜などを原が適当にメモをする役割を担っていた。このこともあり黒柳徹子は「あなた（原）がいないと彼（桑田）は成立しないんだなと思いました」と語っている。ただし、現在はコード譜に関しては桑田も書けるようになっている。レコーディングに向けたリハーサル合宿では桑田がコード譜をホワイトボードに書き、歌詞がついていない状態のメロディを歌い、それに合わせてメンバーが演奏していき、アレンジを模索していく方式がとられている。「夢をアリガトウ」のレコーディング時には作者である桑田がサポートメンバーの片山敦夫に原のキーに合わせた際のコード進行のイメージを予め伝える場面が記録されている。また、ICレコーダーの普及後は編曲や全ての楽器を桑田が担当した「MUSIC TIGER」「素敵な未来を見て欲しい」のように原を頼らない形での楽曲制作やレコーディングが不定期ながら行われることもあった。また、桑田が言うにはコード譜が分かるようになってからも、テンションについては原に考えてもらうことがあるという。
ライブやレコーディングでの主な使用機材としては、コルグ社製のキーボードおよびローランド社製のシンセサイザー「Jupiter-6」を使用することが多い。特に後者をライブで使用することについては「ライブだと自分で弾かないとつまらない。自分で楽しむ為に手弾きでやっている」と話していた。なお、後者に関しては2025年以降は「Jupiter-X」にその役割を交代させている。
ピアノだけでなくギターも弾くことができ、1995年のライブ『ホタル・カリフォルニア』のアコースティックコーナーや『桑田佳祐の音楽寅さん 〜MUSIC TIGER〜』2009年5月18日放送分でその技量を披露した。吉田拓郎の楽曲をよく練習をしていたため「スリーフィンガーだけは今でも夫（桑田）より上手い」と自負するほどになっている。
桑田は「原さんには好きな曲を歌ってほしいと思うし、歌う曲を好きになってほしいと思う」と語ったことがあり、一方の原も「私はずっと桑田の音楽の大ファンなんです」と語っている。また、原は自身のベストアルバム『ハラッド』の制作の際、サザン・ソロを含めたこれまでの作品を振り返り、「桑田にいい曲をいっぱい作ってもらったんだ」ということを感じ、涙が止まらなくなったという。
亀田誠治は、サザンの楽曲のエロティックな表現の品格は原の存在により上がっていると評価している。また、桑田夫妻と交流がある竹内まりやは「サザンオールスターズの主体は原坊だと確信した」と評しており、後年に草野マサムネ（スピッツ）も原に対して竹内と同様の評価をしている。

### 趣味・嗜好
好きな歴史上の人物として坂本龍馬を挙げており、きっかけは産休中に司馬遼太郎の「竜馬がゆく」を読んだことである。京都を旅行した際に龍馬ゆかりの地を訪れた時の写真を、アミューズの後輩でNHK大河ドラマ『龍馬伝』の主演を務めた福山雅治に送ったことがある。憧れの女優としては吉永小百合を挙げており、『今晩は 吉永小百合です』（TBSラジオ）2010年4月4日・12日放送分にゲスト出演し、共演を果たした。この回の収録にあたり吉永は原の著書『娘心にブルースを』を読み予備知識を持ったうえで番組を進行した。
吉田拓郎のファンで原が言うには「初恋みたいな感じで大好き」だったといい、拓郎が深夜放送で、四角佳子との結婚を発表した時にはショックで布団をかぶって一晩泣いたという。落語ファンである桑田の影響もあり、夫婦そろって3代目 桂春蝶のファンになったことを述べている。寅さん（男はつらいよ）のファンで、寅さんの少年時代を描いた映画「少年寅次郎」の語りを担当したことがある。
ボウリングファンの桑田の影響で2016年からボウリングを本格的に開始した。かつては100点だったスコアも近年は上昇傾向にある。2019年2月に桑田が旗振り役のボウリング大会「KUWATA CUP 2019」で始球式を行った。プライベートではピラティスなどの運動も行っている。
コロナ禍における巣ごもりの際には、親戚からの情報を頼りに夫である桑田のルーツを調べて楽しんでいた旨を語っている。

### エピソード
実家は横浜の老舗天ぷら店「天吉」で、サザンファンなどから親しまれている。一方でエビアレルギー持ちであり、「実家の天ぷら店でエビをさばきすぎた罰なのか、食べ過ぎなのか」などと桑田がサザンのキックオフライブ2018のMCで言及している。
コメディアンとしての才能も高く評価されており、萩原健太は『サザンの勝手にナイトあっ!う○こついてる』（1984年、日本テレビ系）に出演した際の原について評価し、桑田と「原由子コメディアン転向説」について語った。
2013年のライブ『灼熱のマンピー!! G★スポット解禁!!』にて、「マンピーのG★SPOT」を演奏時に過激な神輿を登場させたパフォーマンスについて「いいのかな～?」と陰ながら懸念を示す、2014年のライブ『ひつじだよ! 全員集合!』で桑田が同年秋に授与された紫綬褒章を普段保管している神棚から持ち出し披露することについて「大丈夫?」と心配するなど、常識的な姿勢であることを桑田や野沢秀行が証言している。懸念は示したものの、2014年の同ライブで騒動が起こったことで炎上や曲解を怖れ「詞を書くときは気をつけなければ」と思うようになり、桑田に対して「変な曲解されませんように」と祈るようになったことや、騒動への謝罪の内容が正確に伝わるように表現することの難しさを角田光代との対談で明かしている。原は桑田の一部の楽曲やパフォーマンスが物議を醸したりすることについて「『そんな時は一緒に怒られましょうね』という気持ちです（笑）」ともコメントしている。
1979年に桑田が原に「ずっと一緒にいよう!」と告白して、その数日後に電話口から原に「いとしのエリー」を聴かせていた。桑田は原と結婚することについて、白い小石のエピソードを喩えた。「ほとんどの女性は、俺がこうやって何でもない小石を拾って渡しても、キョトンとするだけだと思うんです。でもハラボーは違うんです。俺がこうやって小石を渡す。すると彼女は、桑田さんがくれたものなら、何か絶対に意味がある。そう思って、小石を大切に持ってくれる人なんですね。世の中に多くの女性がいても、小石を大切に持っていてくれるのはハラボーだけなんです」と語った。また、桑田は原のことをキョンキョンみたいな感じがすると語った。桑田はミュージシャンとしても一人の女性としても原には頭が上がらないとし、度々敬意を示し感謝の言葉を述べている。
原は桑田が2010年に食道癌に罹った時のことについて後のインタビューで「私自身すごく弱い存在なんです。（中略）でも誰かのためにと思えた時って不思議と強くなれるんですよね。桑田が病気になった時にはすごく強くなれましたし、桑田を応援してくださっている方達のためにも絶対守らなきゃと。だから病気になった時も、絶対泣かないって・・」と語った。また、桑田の食道癌の早期発見は、人間ドックで発見された食道のしこりを心配した原や原の幼なじみの医療関係者などを始めとした周囲の行動の結果であることが語られている。そのため桑田は病状の発覚直後に出演した自身のラジオ番組で「今後は原由子には頭が上がらないでしょう」と感謝の念を発言した。

## 来歴

### 生い立ち・アマチュア時代
1956年12月11日に神奈川県横浜市にて生誕した。原によると自身の生誕の前日（12月10日）に実家にあたる「天吉」が現在地の港町2丁目に店を構えており、自著では「みんなが大忙しのさなか、どさくさにまぎれて私が生まれた」と説明している。
幼いころに母に歌ってもらった子守歌がきっかけで音楽に興味を持ち、物心ついたときには歌が大好きだった。このころは『おかあさんといっしょ』などで覚えた童謡をよく歌っていた。幼稚園に入って以降オルガンを弾くようになり、年長になってからピアノを習うようになった。小学生になった当初はクラシックの名曲ばかり聴いていたが、その後は兄の影響でザ・ベンチャーズやビートルズなどのアメリカやイギリスの洋楽を耳にするようになった。小学校高学年の頃にはギターを弾き始める。
中学生時代は親友と「ブッズ」というデュオを結成していた。横浜市立横浜吉田中学校を卒業後、高校の入学と同時にフェリス女学院高等学校へ編入した。在学中に、友人とフォークデュオ「ジェロニモ」を組んでボーカル・ギターの担当で活動した。大学入学後もジェロニモは続けていた。ジェロニモの名前の由来は、「男らしくて力強い名前」であり、原は「ジェロニモを結成してから、私の高校生活は明るいものになっていった」と当時を述懐している。中学、高校とコミュニケーションをとるのが苦手であったが、音楽に助けられていた。
青山学院大学文学部英米文学科に入学後、桑田佳祐、関口和之らが所属していたサークル『BETTER DAYS』（ベター・デイス）に入り、桑田らのバンドに演奏の技術を買われて参加した。当時の原はフュージョン系のテクニカルなバンドからも誘いが来ており、桑田は「もし原坊があっちに入っていたら、おそらくサザンは生まれていなかった」と語っている。原が桑田に抱いた第一印象は「なんとなくいじめっ子ぽかった」「こんなにわかりやすい人と結婚するとは、夢にも思わなかった」だという。しかし、桑田がクリームやディープ・パープルを歌うのに原は聞き惚れた。一方、桑田は、原がピアノでエリック・クラプトンの「いとしのレイラ」を演奏する腕前に心底驚いた。

### メジャーデビュー後
1978年6月にサザンオールスターズとして「勝手にシンドバッド」でデビューした。1980年3月21日に発売されたサザンの3枚目のオリジナル・アルバム「タイニイ・バブルス」に、原が初めてメインボーカルを担当した「私はピアノ」が収録された。これ以降ほとんどのサザンのアルバムには原がボーカルを担当する楽曲が収録されている。
1981年4月に桑田によるプロデュースで「I Love Youはひとりごと」でソロデビューを果たした。しかし、歌詞の内容が過激と受け取られ放送禁止になってしまい、対抗してゲリラ・ライブを行うも、警察まで駆けつける騒動となった。また、同時発売としてこちらも桑田によるプロデュースで1枚目アルバム『はらゆうこが語るひととき』が発売された。7月にはアルバムからのシングルカットで2枚目シングル「うさぎの唄」が発売されている。
1982年に桑田と結婚し、後に2児が生まれた。結婚後には3枚目シングル「誕生日の夜」が発売された。1983年8月に発売した4枚目シングル「恋は、ご多忙申し上げます」が原のソロシングルとして初のヒットを記録し、ソロアーティストとしての原が高く評価された。その後、11月には5枚目シングル「横浜 Lady Blues」、2枚目アルバム『Miss YOKOHAMADULT YUKO HARA 2nd』が発売された。1985年6月に出産によって、活動休止期間に入った。産休していた原は1987年8月に6枚目シングル「あじさいのうた」でソロ活動を再開させ、その後は勢力的にシングルの発売を行った。
1991年6月にはそれらのシングルを収録して、2枚組となった3枚目アルバム『MOTHER』が発売された。12月には『第42回NHK紅白歌合戦』への単独出場を果たした。1997年10月に香取慎吾とコラボし、桑田が作詞作曲を行ったシングル「みんないい子」が発売された。11月には14枚目シングル「涙の天使に微笑みを」が発売され、NHK連続テレビ小説『甘辛しゃん』の主題歌に起用された。1998年に入り、2月にはソロ名義の作品だけを収録した自身初のベスト・アルバム『Loving You』が発売された。
2002年3月に桑田による発案で、斎藤誠と片山敦夫がプロデュースしたカバー・アルバム『東京タムレ』が発売された。アルバムは女性シンガーの楽曲をカバーした作品となった。2007年11月に音楽グループの風味堂からのリクエストで実現したユニット「ハラフウミ」の名義でシングル「夢を誓った木の下で」が発売された。2009年8月に15枚目シングル「夢をアリガトウ」が発売され、制作過程が桑田の冠番組である『桑田佳祐の音楽寅さん 〜MUSIC TIGER〜』（フジテレビ系列）で放送された。
2010年4月25日付の朝日新聞の広告に原と桑田の会話が掲載されたが、「毛が生えてきた」という桑田に対し、原が「その毛を剃ると私、歌わない」を連呼する謎めいたものであり、その中で桑田が「京都に久しぶりに行ったときに日本の文化の良さを再認識して、そういうことに触発されて出来たあの楽曲」「音楽で日本を元気にしよう」と「京都物語」を制作した経緯と同年の活動の趣旨を簡潔に語った。5月には原とファンの団結を強めるため"Y団"（YUKO応援団）が結成された。これらの広告やイベントを踏まえて6月に自身がボーカルを務めたサザンの楽曲も収録したベスト・アルバム『ハラッド』が発売された。7月には19年ぶりのワンマンライブを開催、全18曲を歌い、アンコールには桑田も登場してデュエットを披露した。2012年4月には自身初となる配信シングル「ウルワシマホロバ〜美しき場所〜」と「ヘヴン」が着うたで発売された。共に映画の主題歌に起用された。
2014年1月に卒業した横浜市立横浜吉田中学校から依頼された校歌を作詞・作曲し完成した。2016年12月にソロ名義および「ハラフウミ（原由子×風味堂）」名義の楽曲延べ136曲のダウンロード配信が開始された。2019年10月から11月まで放送されたNHK総合の土曜ドラマ『少年寅次郎』のナレーションとして出演し、12月にはサザンも含めて自身の楽曲全てがサブスクリプション型サービスでのストリーミング配信が解禁された。
2022年10月に4枚目アルバム『婦人の肖像 (Portrait of a Lady)』が発売され、オリジナル・アルバムとしては『MOTHER』以来31年ぶりとなり、約1年をかけて制作された。また、アルバムに収録されている「ヤバいね愛てえ奴は」が先行配信シングルとして8月に発売された。2023年3月6日・7日には鎌倉芸術館で13年ぶりにワンマンライブを開催した。この公演は当初、映像作品にする予定はなかったが、圧倒的な感動と興奮の渦に包まれるが如く映像化の話が進行していき、ライブを観ることが出来なかった多くのファンの希望に応えつつ「今この時代に残すべき映像」として、原のソロキャリアでは初となるライブ映像作品『スペシャルライブ2023 「婦人の肖像 (Portrait of a Lady)」 at 鎌倉芸術館』が6月に発売された。

## 受賞
日本レコード大賞
| 年   | 作品   | カテゴリー     | 出典    |
| ---- | ------ | -------------- | ------- |
| 1991 | MOTHER | 優秀アルバム賞 | [ 150 ] |

## 作品

### シングル
| 「順位」は「オリコン週間シングルランキング」の記録に準じる。 |                |                              |        |                       |      |                                  |
| #                                                            | 発売日         | 作品名                       | 形態   | 規格品番              | 順位 | 収録アルバム                     |
| Invitation                                                   |                |                              |        |                       |      |                                  |
| 1                                                            | 1981年4月21日  | I Love Youはひとりごと       | EP     | VIHX-1537             | 35位 | はらゆうこが語るひととき         |
| 1                                                            | 1993年7月21日  | I Love Youはひとりごと       | 8cmCD  | VIDL-156              | 35位 | はらゆうこが語るひととき         |
| 1                                                            | 1998年2月25日  | I Love Youはひとりごと       | 8cmCD  | VIDL-30135            | 35位 | はらゆうこが語るひととき         |
| 2                                                            | 1981年7月21日  | うさぎの唄                   | EP     | VIHX-1546             | 63位 | はらゆうこが語るひととき         |
| 2                                                            | 1993年7月21日  | うさぎの唄                   | 8cmCD  | VIDL-157              | 63位 | はらゆうこが語るひととき         |
| 2                                                            | 1998年2月25日  | うさぎの唄                   | 8cmCD  | VIDL-30136            | 63位 | はらゆうこが語るひととき         |
| 3                                                            | 1982年3月21日  | 誕生日の夜                   | EP     | VIHX-1567             | 81位 | アルバム未収録                   |
| 3                                                            | 1993年7月21日  | 誕生日の夜                   | 8cmCD  | VIDL-158              | 81位 | アルバム未収録                   |
| 3                                                            | 1998年2月25日  | 誕生日の夜                   | 8cmCD  | VIDL-30137            | 81位 | アルバム未収録                   |
| タイシタレーベル                                             |                |                              |        |                       |      |                                  |
| 4                                                            | 1983年8月21日  | 恋は、ご多忙申し上げます     | EP     | VIHX-1614             | 5位  | Miss YOKOHAMADULT YUKO HARA 2nd. |
| 4                                                            | 1993年7月21日  | 恋は、ご多忙申し上げます     | 8cmCD  | VIDL-159              | 5位  | Miss YOKOHAMADULT YUKO HARA 2nd. |
| 4                                                            | 1998年2月25日  | 恋は、ご多忙申し上げます     | 8cmCD  | VIDL-30138            | 5位  | Miss YOKOHAMADULT YUKO HARA 2nd. |
| 5                                                            | 1983年11月5日  | 横浜 Lady Blues              | EP     | VIHX-1621             | 44位 | Miss YOKOHAMADULT YUKO HARA 2nd. |
| 5                                                            | 1993年7月21日  | 横浜 Lady Blues              | 8cmCD  | VIDL-160              | 44位 | Miss YOKOHAMADULT YUKO HARA 2nd. |
| 5                                                            | 1998年2月25日  | 横浜 Lady Blues              | 8cmCD  | VIDL-30139            | 44位 | Miss YOKOHAMADULT YUKO HARA 2nd. |
| 6                                                            | 1987年8月21日  | あじさいのうた               | EP     | VIHX-1720             | 22位 | MOTHER                           |
| 6                                                            | 1993年7月21日  | あじさいのうた               | 8cmCD  | VIDL-161              | 22位 | MOTHER                           |
| 6                                                            | 1998年2月25日  | あじさいのうた               | 8cmCD  | VIDL-30140            | 22位 | MOTHER                           |
| 7                                                            | 1988年4月21日  | ガール (GIRL)                | EP     | VIHX-1735             | 17位 | Loving You                       |
| 7                                                            | 1988年4月21日  | ガール (GIRL)                | 8cmCD  | VDRS-1024             | 17位 | Loving You                       |
| 7                                                            | 1998年2月25日  | ガール (GIRL)                | 8cmCD  | VIDL-30141            | 17位 | Loving You                       |
| 8                                                            | 1989年4月26日  | かいじゅうのうた             | EP     | KV-3089               | 90位 | MOTHER                           |
| 8                                                            | 1989年4月26日  | かいじゅうのうた             | 8cmCD  | VDRS-1127             | 90位 | MOTHER                           |
| 8                                                            | 1998年2月25日  | かいじゅうのうた             | 8cmCD  | VIDL-30142            | 90位 | MOTHER                           |
| 9                                                            | 1989年5月21日  | ためいきのベルが鳴るとき     | EP     | VIHX-1772             | 35位 | MOTHER                           |
| 9                                                            | 1989年5月21日  | ためいきのベルが鳴るとき     | 8cmCD  | VDRS-1142             | 35位 | MOTHER                           |
| 9                                                            | 1998年2月25日  | ためいきのベルが鳴るとき     | 8cmCD  | VIDL-30143            | 35位 | MOTHER                           |
| 10                                                           | 1990年9月21日  | 愛して愛して愛しちゃったのよ | 8cmCD  | VIDL-33               | 49位 | 稲村ジェーン                     |
| 10                                                           | 1998年2月25日  | 愛して愛して愛しちゃったのよ | 8cmCD  | VIDL-30144            | 49位 | 稲村ジェーン                     |
| 11                                                           | 1991年3月27日  | ハートせつなく               | 8cmCD  | VIDL-30145            | 16位 | MOTHER                           |
| 11                                                           | 1998年2月25日  | ハートせつなく               | 8cmCD  | VIDL-30145            | 16位 | MOTHER                           |
| 12                                                           | 1991年5月29日  | じんじん                     | 8cmCD  | VIDL-30146            | 24位 | MOTHER                           |
| 12                                                           | 1998年2月25日  | じんじん                     | 8cmCD  | VIDL-30146            | 24位 | MOTHER                           |
| 13                                                           | 1991年11月1日  | 負けるな女の子!              | 8cmCD  | VIDL-30147            | 16位 | YAWARA! SONGS!!                  |
| 13                                                           | 1998年2月25日  | 負けるな女の子!              | 8cmCD  | VIDL-30147            | 16位 | YAWARA! SONGS!!                  |
| 14                                                           | 1997年11月27日 | 涙の天使に微笑みを           | 8cmCD  | VIDL-30163            | 16位 | Loving You                       |
| 15                                                           | 2009年8月19日  | 夢をアリガトウ               | 12cmCD | VIZL-360 （初回盤）   | 5位  | ハラッド                         |
| 15                                                           | 2009年8月19日  | 夢をアリガトウ               | 12cmCD | VICL-36550 （通常盤） | 5位  | ハラッド                         |

### 配信シングル
| # | 発売日        | 作品名                         | 収録アルバム                    |
| - | ------------- | ------------------------------ | ------------------------------- |
| 1 | 2012年4月4日  | ウルワシマホロバ〜美しき場所〜 | アルバム未収録                  |
| 2 | 2012年4月4日  | ヘヴン                         | アルバム未収録                  |
| 3 | 2022年8月17日 | ヤバいね愛てえ奴は             | 婦人の肖像 (Portrait of a Lady) |

### コラボレーション・シングル
| 「順位」は「オリコン週間シングルランキング」の記録に準じる。 |                |                    |        |            |      |                |
| 名義                                                         | 発売日         | 作品名             | 形態   | 規格品番   | 順位 | 収録アルバム   |
| 香取慎吾 & 原由子                                            | 1997年10月29日 | みんないい子       | EP     | VIJL-60005 | 13位 | アルバム未収録 |
| 香取慎吾 & 原由子                                            | 1997年10月29日 | みんないい子       | 12cmCD | VICL-35020 | 13位 | アルバム未収録 |
| ハラフウミ                                                   | 2007年11月7日  | 夢を誓った木の下で | 12cmCD | VICL-36370 | 26位 | ハラッド       |

### オリジナル・アルバム
| 「順位」は「オリコン週間アルバムランキング」の記録に準じる。 |                |                                  |              |                               |      |
| #                                                            | 発売日         | 作品名                           | 形態         | 規格品番                      | 順位 |
| Invitation                                                   |                |                                  |              |                               |      |
| 1                                                            | 1981年4月21日  | はらゆうこが語るひととき         | LP           | VIH-28034                     | 6位  |
| 1                                                            | 1981年4月21日  | はらゆうこが語るひととき         | CT           | VCF-10041                     | 6位  |
| 1                                                            | 1986年6月26日  | はらゆうこが語るひととき         | CD           | VDR-1229                      | 6位  |
| 1                                                            | 1991年5月21日  | はらゆうこが語るひととき         | CD           | VICL-5058                     | 6位  |
| 1                                                            | 1998年2月25日  | はらゆうこが語るひととき         | CD           | VICL-60164                    | 6位  |
| タイシタレーベル                                             |                |                                  |              |                               |      |
| 2                                                            | 1983年11月21日 | Miss YOKOHAMADULT YUKO HARA 2nd. | LP           | VIH-28149                     | 4位  |
| 2                                                            | 1983年11月21日 | Miss YOKOHAMADULT YUKO HARA 2nd. | CT           | VCF-10166                     | 4位  |
| 2                                                            | 1983年11月21日 | Miss YOKOHAMADULT YUKO HARA 2nd. | CD           | VDR-5                         | 4位  |
| 2                                                            | 1991年5月21日  | Miss YOKOHAMADULT YUKO HARA 2nd. | CD           | VICL-5058                     | 4位  |
| 2                                                            | 1998年2月25日  | Miss YOKOHAMADULT YUKO HARA 2nd. | CD           | VICL-60162                    | 4位  |
| 3                                                            | 1991年6月1日   | MOTHER                           | CT           | VITL-40004                    | 4位  |
| 3                                                            | 1991年6月1日   | MOTHER                           | CD （2枚組） | VICL-40019〜40020             | 4位  |
| 3                                                            | 1998年2月25日  | MOTHER                           | CD （2枚組） | VICL-60166〜60167             | 4位  |
| 4                                                            | 2022年10月19日 | 婦人の肖像 (Portrait of a Lady)  | CD           | VICL-65730 （通常盤）         | 4位  |
| 4                                                            | 2022年10月19日 | 婦人の肖像 (Portrait of a Lady)  | CD＋BD       | VIZL-2110 （完全生産限定盤A） | 4位  |
| 4                                                            | 2022年10月19日 | 婦人の肖像 (Portrait of a Lady)  | CD＋DVD      | VIZL-2111 （完全生産限定盤B） | 4位  |
| 4                                                            | 2022年10月19日 | 婦人の肖像 (Portrait of a Lady)  | LP           | VIJL-60290 （重量盤）         | 4位  |

### ベスト・アルバム
| 「順位」は「オリコン週間アルバムランキング」の記録に準じる。 |               |            |         |                   |      |
| #                                                            | 発売日        | 作品名     | 形態    | 規格品番          | 順位 |
| 1                                                            | 1998年2月25日 | Loving You | CD      | VICL-60178        | 3位  |
| 2                                                            | 2010年6月23日 | ハラッド   | CD+冊子 | VIZL-390          | 3位  |
| 2                                                            | 2010年6月23日 | ハラッド   | CD      | VICL-63570〜63571 | 3位  |

### カバー・アルバム
| 「順位」は「オリコン週間アルバムランキング」の記録に準じる。 |               |            |      |            |      |
| #                                                            | 発売日        | 作品名     | 形態 | 規格品番   | 順位 |
| 1                                                            | 2002年3月13日 | 東京タムレ | CD   | VICL-60846 | 4位  |

### 映像作品
| 作品分類     | 発売日       | タイトル                                                               | 形態                       | 規格品番                     | 順位 |
| ------------ | ------------ | ---------------------------------------------------------------------- | -------------------------- | ---------------------------- | ---- |
| ライブビデオ | 2023年6月7日 | スペシャルライブ2023 「婦人の肖像 (Portrait of a Lady)」 at 鎌倉芸術館 | DVD （2枚組）              | VIBL-2100〜2101 （通常盤）   | 1位  |
| ライブビデオ | 2023年6月7日 | スペシャルライブ2023 「婦人の肖像 (Portrait of a Lady)」 at 鎌倉芸術館 | DVD （2枚組） + Photo Book | VIZL-2801 （完全生産限定盤） | 1位  |
| ライブビデオ | 2023年6月7日 | スペシャルライブ2023 「婦人の肖像 (Portrait of a Lady)」 at 鎌倉芸術館 | BD                         | VIXL-1700 （通常盤）         | 1位  |
| ライブビデオ | 2023年6月7日 | スペシャルライブ2023 「婦人の肖像 (Portrait of a Lady)」 at 鎌倉芸術館 | BD＋Photo Book             | VIZL-2800 （完全生産限定盤） | 1位  |

### 参加作品

#### シングル（参加）
| アーティスト名                                    | 発売日        | タイトル                   | 形態 | 規格品番                                        | 順位 | 備考                      |
| ------------------------------------------------- | ------------- | -------------------------- | ---- | ----------------------------------------------- | ---- | ------------------------- |
| チーム・アミューズ!!                              | 2011年5月25日 | Let's try again            | CD   | ASCM-6092（アミューズソフトエンタテインメント） | 2位  |                           |
| 竹内まりや                                        | 2007年8月8日  | チャンスの前髪             | CD   | WPCL-10433（MOON ⁄ WARNER MUSIC JAPAN）         | 23位 | ボーカル & バックコーラス |
| 竹内まりや                                        | 2014年7月23日 | 静かな伝説（レジェンド）   | CD   | WPCL-11929（MOON ⁄ WARNER MUSIC JAPAN）         | 10位 | コーラス                  |
| 桑田佳祐 feat. 佐野元春, 世良公則, Char, 野口五郎 | 2022年5月23日 | 時代遅れのRock'n'Roll Band | 配信 | -                                               | 1位  | ピアノ                    |

#### アルバム（参加）
| アーティスト名 | 発売日         | タイトル     | 楽曲 | 形態 | 規格品番               | 順位 | 備考     |
| -------------- | -------------- | ------------ | ---- | ---- | ---------------------- | ---- | -------- |
| 山下達郎       | 1988年10月19日 | 僕の中の少年 | 蒼氓 | CD   | 38XG-3（MOON RECORDS） | 1位  | コーラス |

### 著書
- 眠れぬ夜の小さなお話（角川書店、1991年）ISBN 404181801X[注釈 13]
- てのなかのちきゅう（ONE WORLD）（佑学社、1992年）ISBN 4841602607
- ともだちでいようね（小学館、1993年）ISBN 4097282034
- 娘心にブルースを（ソニーマガジンズ、1998年）ISBN 4789712842
- あじわい夕日新聞 〜夢をアリガトウ〜（朝日新聞出版、2013年）ISBN 4022510870

## 提供作品
| 歌手       | 楽曲                     | 担当       | 発売年 |
| ---------- | ------------------------ | ---------- | ------ |
| 浅香唯     | 黒い鳥                   | 作詞・作曲 | 1992   |
| 伊藤つかさ | 夢見るSeason             | 作詞・作曲 | 1982   |
| 伊藤つかさ | GOOD NIGHT               | 作曲       | 1982   |
| 伊武雅刀   | 「さよなら」の女たち     | 作曲       | 1987   |
| 神崎ゆう子 | 青いエナジー             | 作詞・作曲 | 1994   |
| 小泉今日子 | Kiss Me Please           | 作詞       | 1983   |
| 斎藤誠     | 君に贈る僕のラブソング   | 作詞       | 2002   |
| 斉藤由貴   | 「さよなら」             | 作曲       | 1987   |
| 斉藤由貴   | あなたに会いたい         | 作詞・作曲 | 1987   |
| 斉藤由貴   | 少女時代                 | 作詞・作曲 | 1988   |
| 酒井法子   | WORDS OF LOVE            | 作詞・作曲 | 2000   |
| 沢田研二   | Sweet Surrender          | 作詞       | 1983   |
| 近藤真彦   | X'masにはダンスを        | 作詞       | 1987   |
| 広末涼子   | 風のプリズム             | 作詞・作曲 | 1997   |
| 広末涼子   | アリガト!                | 作詞・作曲 | 1997   |
| 平原綾香   | 約束のこの瞬間(とき)に   | 作詞・作曲 | 2017   |
| 堀江美都子 | 私の彼はヘビースモーカー | 作詞       | 1983   |

## 出演
※すべて個人での出演によるもの。

### NHK紅白歌合戦出場歴
| 年度/放送回              | 回 | 曲目       | 出演順 | 対戦相手     |
| ------------------------ | -- | ---------- | ------ | ------------ |
| 1991年（平成3年）/第42回 | 初 | 花咲く旅路 | 14/28  | X（X JAPAN） |

### テレビドラマ
| 放送年 | 番組名         | 放送局     | 役名                          |
| ------ | -------------- | ---------- | ----------------------------- |
| 2009年 | 赤鼻のセンセイ | 日本テレビ | 外科医役（友情出演）（第7話） |
| 2019年 | 少年寅次郎     | NHK総合    | 語り（声のみ出演）            |

### 映画
| 公開年 | タイトル     | 役名         |
| ------ | ------------ | ------------ |
| 1990年 | 稲村ジェーン | 受付の看護婦 |

### ラジオ番組
| 放送年月               | 番組名                                                                                               | 放送局       |
| ---------------------- | --- | ------------ |
| 1981年10月 - 1982年3月 | MBSミュージックマガジン                                                                              | MBSラジオ    |
| 1982年3月              | 桑田佳祐と原由子のなんでもスルー・ザ・ナイト                                                         | ニッポン放送 |
| 2022年11月3日          | FMフェスティバル2022 ～原 由子のGood Times Radio～ときどき(!?) 何処かで桑田佳祐 supported by Spotify | JFN38局      |
| 2023年11月3日          | FM FESTIVAL 2023 サザンオールスターズ デビュー45周年！「サザンとわたし」 スペシャル                  | JFN38局      |

### CM
| 出演年 | 企業名       | プロモーション商品など | テーマ                       |
| ------ | ------------ | ---------------------- | ---------------------------- |
| 1987年 | ダイハツ工業 | リーザ                 | N/A                          |
| 1990年 | ミキハウス   | マンスリーミキハウス   | N/A                          |
| 1991年 | カゴメ       | ニュートマト           | N/A                          |
| 1991年 | カシオ計算機 | Celviano               | N/A                          |
| 1992年 | 日清シスコ   | シスコーン             | N/A                          |
| 2004年 | 日本航空     | JAL銀婚旅行            | N/A                          |
| 2022年 | ユニクロ     | スフレヤーンニット     | ふだん着の日が、人生になる。 |

### MV
| 出演年 | 作品名                     | アーティスト名                                    | 出典    |
| ------ | -------------------------- | ------------------------------------------------- | ------- |
| 2022年 | 時代遅れのRock'n'Roll Band | 桑田佳祐 feat. 佐野元春, 世良公則, Char, 野口五郎 | [ 155 ] |

### その他
| 放送年 | 番組名               | 放送局 |
| ------ | -------------------- | ------ |
| 2022年 | マツコの知らない世界 | TBS    |